# Oceanus Procellarum
Oceanus Procellarum (del llatí, que signific 'Oceà de les Tempestes') és un gran mar lunar en la vora occidental de la cara visible de la Lluna de la Terra. És l'únic dels mars lunars en ser anomenat "Oceanus" (oceà), per la seva mida: Oceanus Procellarum és el més gran de les mars, fent més de 2500 km a través del seu eix nord-sud i abasta aproximadament 4.000.000 km².

## Origen

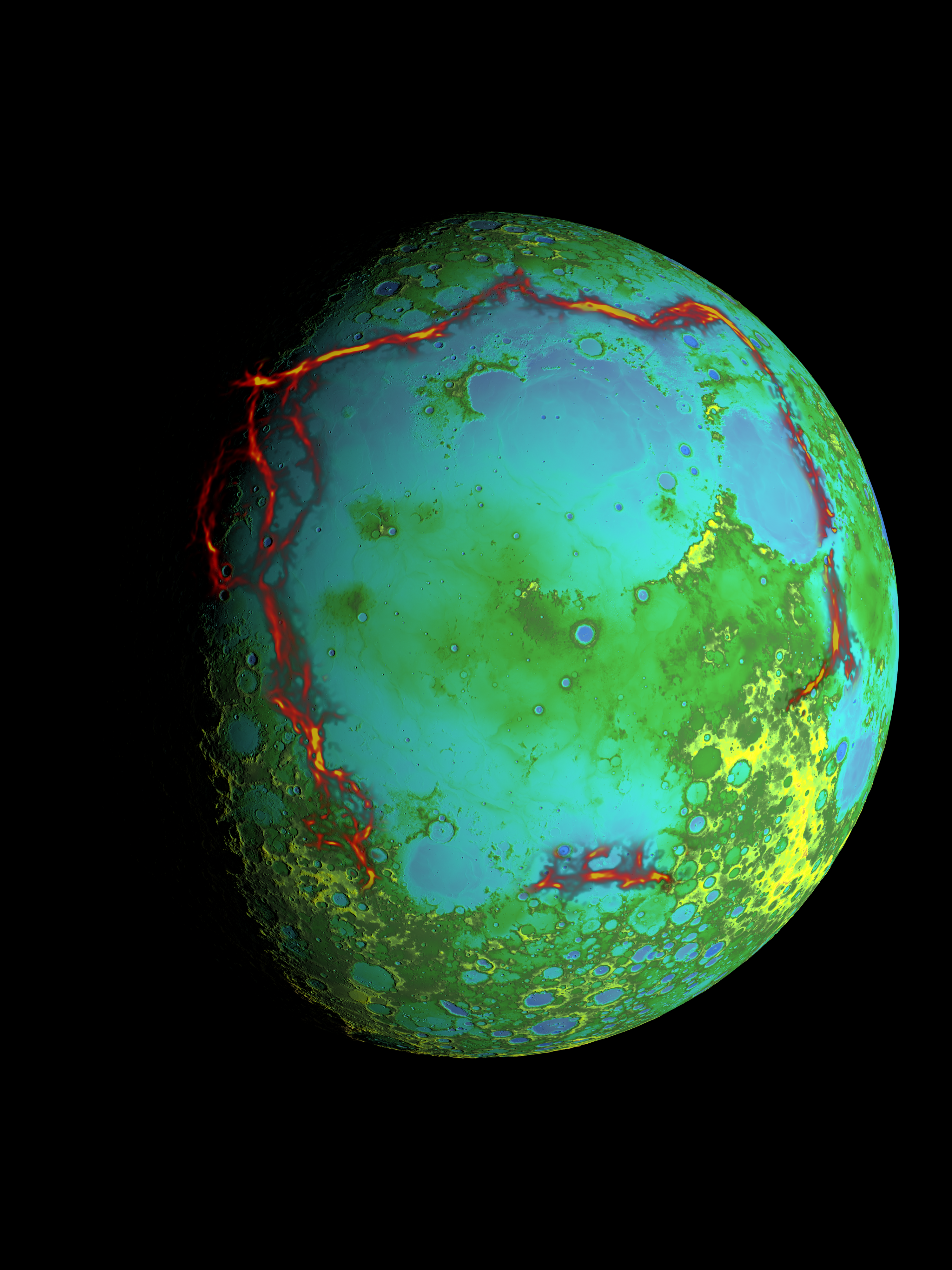
Anomalies de la gravetat (vermell) vorejant la regió Procellarum superposades sobre un mapa global d'elevació.

Lluna – Oceanus Procellarum (Oceà de les Tempestes)
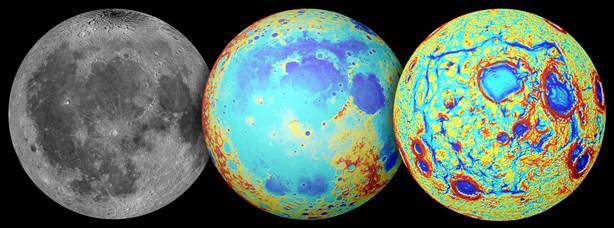
Antigues fosses tectòniques – estructura rectangular (visible – topografia – gradients de gravetat del GRAIL) (1 d'octubre de 2014).
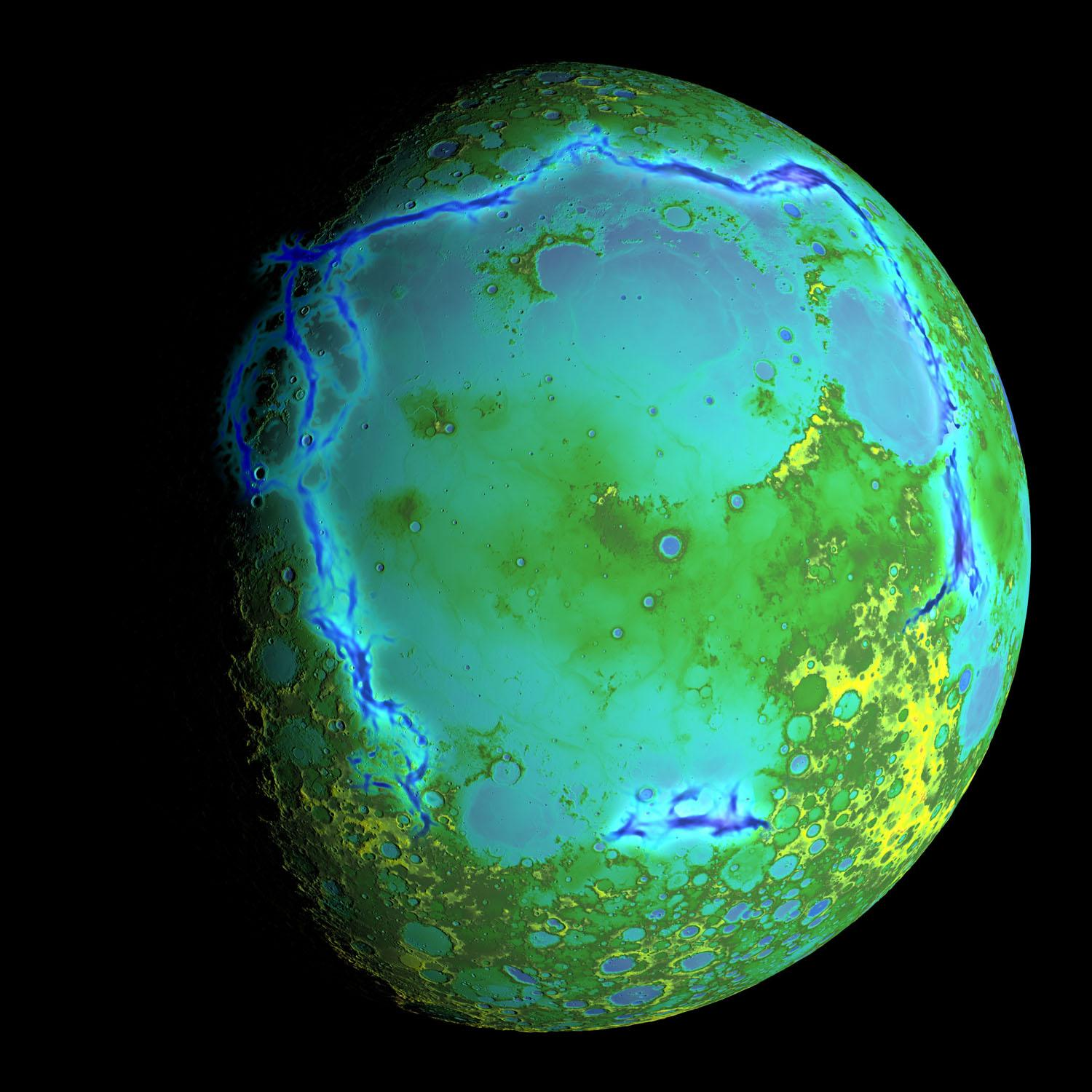
Antigues fosses tectòniques – context.
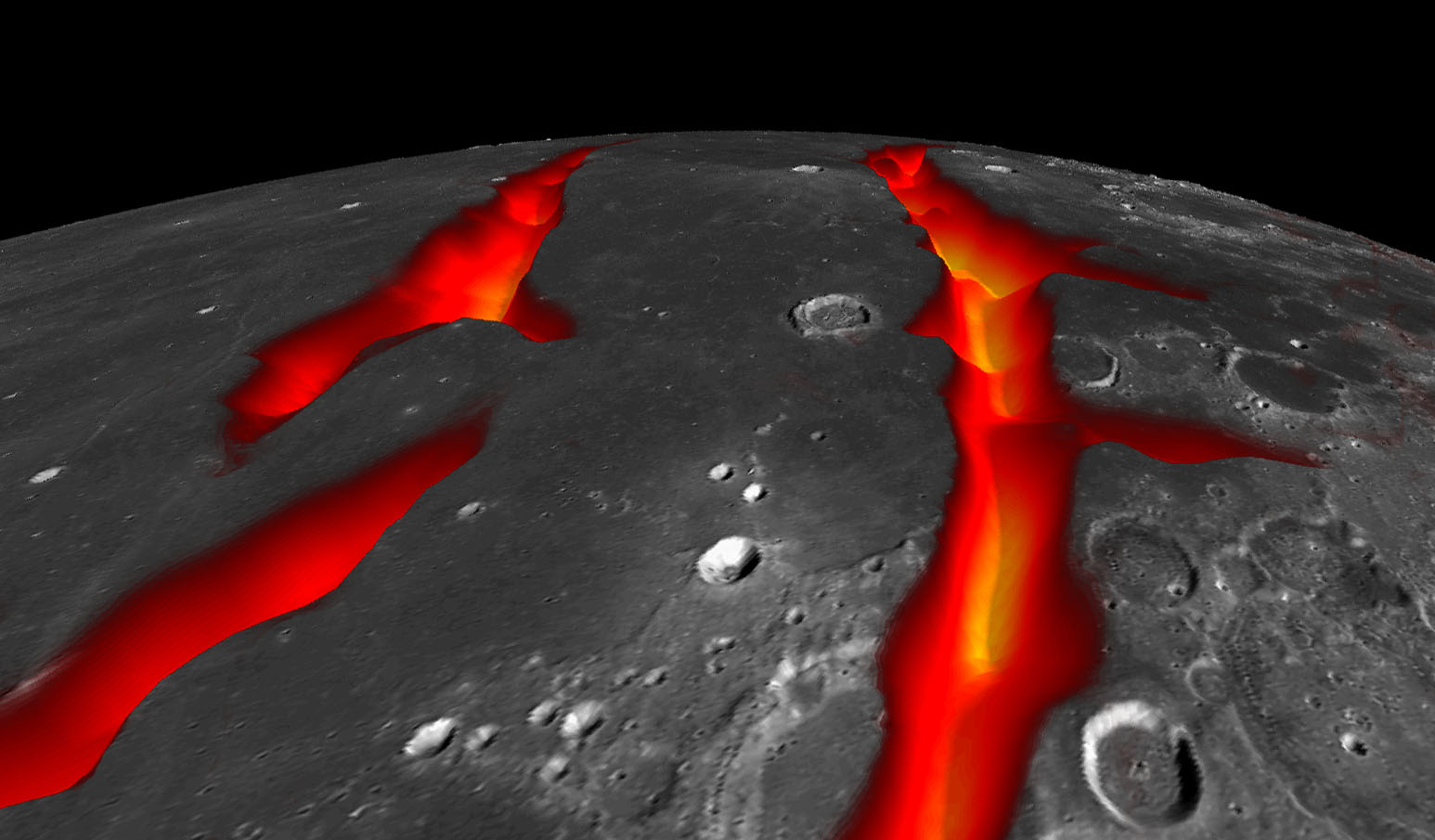
Antigues fosses tectòniques – Primer pla (concepte de l'artista).